# Texas A&M University Press
Il Texas A&M University Press è una casa editrice universitaria statunitense con sede a College Station.

## Storia
Venne fondata nel 1974 sotto la direzione del presidente del Texas A&M University Jack K. Williams. Il primo direttore fu Frank H. Wardlaw, già famoso all'epoca per i suoi contributi alla University of Texas Press e all'University of South Carolina Press. Il primo testo prodotto fu del 1975. Nel febbraio 1979 divampò un incendio che distrusse buone parte degli uffici ma in seguito vennero sostituiti nel 1983.